# جيمس إليسون (ممثل)
جيمس إليسون (بالإنجليزية: James Ellison)‏ هو ممثل أمريكي، ولد في 4 مايو 1910 في الولايات المتحدة، وتوفي بنفس المكان في 23 ديسمبر 1993.

## وصلات خارجية
- جيمس إليسون على موقع IMDb (الإنجليزية)
- جيمس إليسون على موقع قاعدة بيانات برودواي على الإنترنت (الإنجليزية)
- جيمس إليسون على موقع قاعدة بيانات الفيلم (الإنجليزية)